# JTBC 우리의 선택
《JTBC 우리의 선택》은 대한민국의 JTBC에 방송한 선거 특집 프로그램이다.

## 변천사
- 2012 우리의 선택 (19대 총선)
- 선택! 우리들의 대통령 (18대 대선)
- 2014 우리의 선택 (6대 지선)
- 2016 우리의 선택 - 내일을 위한 한걸음 (20대 총선)
- 2017 우리의 선택 - 국민이 바꾼다 (19대 대선)
- 2018 우리의 선택 - 대전환 한반도, 우리의 선택! 투표로 말하다 (7회 지선)
- 2020 우리의 선택 - 물음, 표를 던지다 (21대 총선)
- 2022 우리의 선택 - 어울려 내일로 (8회 지선)
- 2022 우리의 선택 - 비전 어게인 (20대 대선)
- 2024 우리의 선택 - 로그:인 (22대 총선)
- 2025 우리의 선택 - We대한민국 (21대 대선)

## 같이 보기
- 선거
- 투표